# Valeriu Streleț
Valeriu Streleț (né le 8 mars 1970 à Țareuca (en)) est un homme politique moldave. Membre du Parti libéral-démocrate de Moldavie (PLDM), il est Premier ministre du 30 juillet au 30 octobre 2015.

## Biographie
Nommé par le président de la République, Nicolae Timofti, il est investi Premier ministre le 30 juillet 2015 en obtenant le soutien de 52 voix sur un total de 101 députés. Il fait alors de la lutte contre la corruption sa priorité déclarant alors que « supprimer la corruption de la sphère publique et de nos mentalités sera la nouvelle priorité du nouveau gouvernement ».
Le Parlement moldave vote le 29 octobre 2015 la destitution du Premier ministre et du gouvernement par 65 voix sur 101. Ils leur reprochent leur absence de résultats en matière de lutte contre la corruption. Gheorghe Brega lui succède par intérim.